# Zodarion korgei
Zodarion korgei is een spinnensoort in de taxonomische indeling van de mierenjagers (Zodariidae).
Het dier behoort tot het geslacht Zodarion. De wetenschappelijke naam van de soort werd voor het eerst geldig gepubliceerd in 1980 door Jörg Wunderlich.